# Larry Nassar
Lawrence Nassar, généralement appelé Larry Nassar, né le 16 août 1963, est un médecin américain reconnu coupable de pédocriminalité. De 1996 à 2014, il est l’un des médecins de l’équipe nationale américaine de gymnastique féminine (en). Il exerçait aussi en tant qu'ostéopathe et kinésithérapeute à l’Université d’État du Michigan.
Les multiples agressions sexuelles commises par Nassar sont à l’origine du scandale des abus sexuels dans la fédération américaine de gymnastique, scandale dans lequel il fut accusé d’abus sexuel envers pas moins de 265 gymnastes américaines. La liste des victimes inclut plusieurs athlètes olympiques reconnues et les agressions remontent jusqu'à 1992. Il a avoué au moins dix de ces accusations.
En juillet 2017, Nassar fut condamné à 60 ans de prison fédérale après avoir plaidé coupable pour des accusations de pédopornographie. Le 24 janvier 2018, après un nouveau plaidoyer de culpabilité à propos de sept charges d’agressions sexuelles sur des mineurs, il se voit infliger une peine de 40 à 175 ans à purger dans une prison de l’état du Michigan,. Le 5 février, il est condamné à une peine supplémentaire de 40 à 125 ans, à la suite d’un troisième plaidoyer de culpabilité, ce dernier portant sur trois accusations supplémentaires d’agressions sexuelles. Ses trois peines doivent être purgées consécutivement. Il purge actuellement sa peine fédérale au pénitencier des États-Unis situé à Tucson, en Arizona,.
Le 14 décembre 2021, le procès entre USA Gymnastics et les centaines de victimes d'agressions sexuelles commises entre autres par l’ancien médecin de l’équipe nationale Larry Nassar prend fin. L'entente de compensation s'élève à 380 millions de dollars.
Le 10 juillet 2023, Nassar est poignardé au United States Penitentiary Coleman en Floride (en).

## Vie personnelle
Lawrence Gerard Nassar, dit Larry Nassar, est né le 16 août 1963 à Farmington Hills. Il est le fils de Fred Nassar (1925–2000) et Mary Nassar.  Sur les recommandations de son frère aîné Mike qui est lui-même entraîneur à l’école secondaire North Farmington, il commence à travailler avec leur équipe de gymnastique féminine en 1978 à titre d’étudiant-entraîneur. Nassar obtient son diplôme de North Farmington en 1981,.
Il fait ses études en kinésiologie à l'Université du Michigan, où il obtient son diplôme en 1985. Au cours de cette période, il travaille avec les équipes de football et d'athlétisme de l'université.
Il épouse Stephanie Lynn Anderson le 19 octobre 1996, à l'église catholique St. John's de East Lansing, avec qui il a deux filles et un fils. Stephanie Nassar obtient le divorce de son ex-mari en juillet 2017 ainsi que la garde complète de leurs trois enfants,. Au moment de son arrestation par des agents fédéraux en décembre 2016, Larry Nassar vit à Holt dans le Michigan.
Malgré les accusations de crimes sexuels pesant contre lui, et qui avaient été rendues publiques, Larry Nassar décide de poser sa candidature pour le conseil scolaire de Holt en 2016 et obtient 21 % des voix.

## Carrière médicale
En 1986, Larry Nassar commence à travailler comme entraîneur sportif pour l'équipe américaine de gymnastique. En 1993, il est diplômé de l'université d'État du Michigan College of Osteopathic Medicine en tant que doctorant en médecine ostéopathique. Il complète ensuite sa résidence en médecine générale à l'hôpital St. Lawrence. En 1997, Nassar termine un poste de chercheur en médecine du sport et commence à travailler comme assistant professeur au département de médecine générale et communautaire du collège de la médecine de la MSU, lui assurant un salaire de 100 000 $ par année. Larry Nassar est répertorié comme co-auteur d'au moins six articles de recherche sur le traitement des blessures chez les gymnastes.
Larry Nassar commence à travailler en tant que médecin d'équipe à l'école secondaire de Holt en 1996.

## Carrière gymnique
En 1988, Larry Nassar commence à travailler avec l'entraîneur John Geddert au club Twistars.
De 1996 à 2014, il est le coordonnateur médical national pour USA Gymnastics.

## Accusations et condamnations  d'agressions sexuelles
En 2015, USA Gymnastics coupe les liens avec Nassar « après avoir pris connaissance d'inquiétudes d'athlètes ». En septembre 2016, The Indianapolis Star révèle que deux anciennes gymnastes avaient par le passé accusé Nassar d'abus sexuels. L'État du Michigan le congédie le 20 septembre ; un mois plus tôt, il avait été réaffecté à ses tâches en clinique et en enseignement.
En février 2017, trois anciennes gymnastes — Jeanette Antolin (en), Jessica Howard et Jamie Dantzscher (en) — donnent une entrevue au magazine d'information de CBS 60 Minutes dans laquelle elles affirment avoir été abusées sexuellement par Nassar. Les gymnastes allèguent également que la violence psychologique lors des camps d'entraînement de l'équipe nationale (gérés par Béla et Márta Károlyi) au Ranch Karolyi près de Huntsville, au Texas, a donné à Nassar une occasion de profiter des gymnastes et de les empêcher de parler de ces abus. Rachael Denhollander, l'une des premières femmes à accuser publiquement Nassar, affirmera au tribunal en mai 2017 que Nassar avait abusé d'elle à cinq reprises lors de visites médicales en 2000, alors qu'elle avait quinze ans.
La médaillée d'or olympique McKayla Maroney, à l'aide du hashtag #MeToo sur Twitter, a déclaré que Nassar l'avait agressée sexuellement à plusieurs reprises, et ce depuis ses treize ans jusqu'à son retrait de la compétition en 2016. Maroney a par la suite déposé une poursuite contre Nassar, l'Université d'État du Michigan, le Comité Olympique américain et USA Gymnastics.
USA Gymnastics est accusé d'avoir couvert les abus sexuels en payant Maroney 1,25 million de dollars pour signer un accord de non-divulgation. L'avocat de Maroney, John Manly, fit référence à Nassar comme un médecin pédophile.
Pendant une entrevue à 60 Minutes, la médaillée d'or olympique Aly Raisman a également déclaré que Nassar avait abusé d'elle.
Raisman a déclaré que Nassar avait abusé d'elle alors qu'elle était âgée de quinze ans. Gabrielle Douglas a été critiquée par sa coéquipière olympique Simone Biles et plusieurs autres pour l'envoi d'un tweet interprété comme critiquant Raisman et blâmant les victimes. Elle y indiquait que « l'habillement provocateur/de manière sexuelle incite à de mauvaises rencontres ». Douglas s'est par la suite excusée pour le tweet, et a affirmé qu'elle aussi avait été victime des abus de Nassar.
L'ancienne membre de l'équipe nationale Maggie Nichols a accusé Nassar d'avoir abusé d'elle. Elle a documenté les moyens par lesquels il l'a « séduite » en communiquant avec elle sur Facebook et en complimentant son apparence à de nombreuses reprises. Selon les documents de la Cour et des entrevues, c'est Nichols et son coach, Sarah Jantzi, qui ont rapporté Nassar aux fonctionnaires de USA Gymnastics le 17 juin 2015, après que l'entraîneur a entendu Maggie et une autre gymnaste parler du comportement de Nassar. Simone Biles s'est avancée peu de temps après, expliquant qu'elle aussi avait été abusée sexuellement par Nassar, et Jordyn Wieber a fait une déclaration lors des plaidoyers du procès dans laquelle elle a accusé Nassar de l'avoir agressée sexuellement lorsqu'elle était membre de USA Gymnastics,.
En novembre 2016, Nassar a été inculpé pour agression sexuelle sur enfant entre 1998 à 2005 ; les crimes qui auraient commencé au moment où la victime était âgée de six ans. Finalement, il fut inculpé de 22 chefs d'accusation de premier degré de conduite sexuelle criminelle avec des mineurs : quinze dans le comté d'Ingham et sept dans le comté voisin d'Eaton.
Les allégations affirment que Nassar aurait molesté sept filles sous le prétexte de leur fournir un traitement médical légitime, à son domicile et en clinique sur le campus du MSU.
Nassar fût arrêté par le FBI en décembre 2016, après que des agents aient découvert plus de 37 000 images de pornographie infantile et une vidéo de Nassar agressant sexuellement des jeunes filles mineures. Le 6 avril 2017, son permis de pratique médical fut révoqué pour trois ans.
Le 11 juillet 2017, Nassar plaide coupable sur les chefs d'accusations de réception de pornographie infantile en 2004, possession d'images pornographiques d'enfants datant de 2004 à 2016, et falsification de preuves par destruction et dissimulation d'images. Le 7 décembre 2017, la juge de District américaine Janet T. Neff condamne Nassar à 60 ans de prison fédérale. S'il survit à cette peine, il sera en liberté surveillée pour le reste de sa vie.
Le 22 novembre 2017, Nassar plaide coupable à la Cour de comté d'Ingham pour sept chefs d'accusation de premier degré pour conduite sexuelle criminelle avec des mineurs de moins de seize ans. Il a admis avoir abusé de sept filles, dont trois avaient moins de treize ans. Le 29 novembre, il plaide coupable de trois chefs d'accusation supplémentaires de premier degré pour conduite sexuelle criminelle dans le comté d'Eaton. Au 18 janvier 2018, 135 femmes l'avaient accusé d'agression sexuelle alors qu'il travaillait pour USA Gymnastics et la MSU. Au cours de la semaine suivante, ce nombre atteint 150. Dans un procès en avril 2017, une femme a affirmé que Nassar l'avait agressée sexuellement alors qu'il était encore à l'école de médecine en 1992,.
En allant témoigner des abus occasionnés par l'ancien médecin de l'équipe américaine, Simone Biles, McKayla Maroney, Aly Raisman et Maggie Nichols ont aussi utilisé leur tribune lors de leur audition au Sénat pour reprocher, à la fédération américaine de gymnastique ainsi qu'au FBI, l'absences d'action pour empêcher les agressions sexuelles de Larry Nassar.

### Documentaires
- At the Heart of Gold: Inside the USA Gymnastics Scandal d'Erin Lee Carr, sorti en 2019
- Team USA : Scandale dans le monde de la gymnastique (Athlete A) de Bonni Cohen et Jon Shenk, sorti sur Netflix en 2020